# كوينتن بيري
كوينتن بيري (بالإنجليزية: Quintin Berry) هو لاعب كرة قاعدة أمريكي، ولد في 21 نوفمبر 1984 في سان دييغو في الولايات المتحدة.

## وصلات خارجية
- كوينتن بيري على موقع دوري كرة القاعدة الرئيسي (الإنجليزية)
- كوينتن بيري على موقعبيزبول رفرنس.كوم (الدوري الرئيسي) (الإنجليزية)
- كوينتن بيري على موقعبيزبول رفرنس.كوم (الدوري الثانوي) (الإنجليزية)
- كوينتن بيري على موقع إي إس بي إن.كوم (أم.أل.بي) (الإنجليزية)
- كوينتن بيري على موقع مشجعي الرسوم البيانية (الإنجليزية)